# SES Americom
SES Americom foi um grande operador de satélite de comunicação comercial entre 2001 e 2009, com base nos Estados Unidos. A empresa foi criada pela RCA Astro Electronics em 1975 sob o nome RCA Americom, em 1986 a General Electric adquiriu a mesma e renomeou-a para GE Americom, a empresa foi adquirida, em 2001, pela SES S.A., tornando-se uma das principais partes da SES. Em setembro de 2009, a SES Americom foi transformada na SES World Skies juntamente com a SES New Skies. Entretanto, a SES World Skies foi incorporada em sua empresa-mãe, a SES S.A., em 2011.

## Satélites
| Satélite         | Fabricante                                                | Data do lançamento     | Veículo de lançamento | Estado                          | Nota |
| ---------------- | --------------------------------------------------------- | ---------------------- | --------------------- | ------------------------------- | --- |
| AMC-1            | Lockheed Martin                                           | 8 de setembro de 1996  | Atlas 2A              | Ativo                           | Anteriormente conhecido por GE-1 |
| AMC-2            | Lockheed Martin                                           | 31 de janeiro de 1997  | Ariane 44L            | Ativo                           | Anteriormente conhecido por GE-2 |
| AMC-3            | Lockheed Martin                                           | 4 de setembro de 1997  | Atlas 2AS             | Ativo                           | Anteriormente conhecido por GE-3 |
| AMC-4            | Lockheed Martin                                           | 13 de novembro de 1999 | Ariane 44L            | Ativo                           | Anteriormente conhecido por GE-4 |
| AMC-5            | Dornier Satellitensysteme (prime) Aerospatiale (bus)      | 28 de outubro de 1998  | Ariane 44L            | Inativo                         | Anteriormente conhecido por GE-5 |
| AMC-5R           | Orbital Sciences Corporation                              | 21 de setembro de 2011 | Ariane 5 ECA          | Ativo                           | Atual SES-2 |
| AMC-5RR          | Orbital Sciences Corporation                              | 24 de abril de 2010    | Proton-M/Briz-M       | Ativo                           | Anteriormente conhecido por AMC-4R e AMC-1R. Atual SES-1 |
| AMC-6            | Lockheed Martin                                           | 21 de outubro de 2000  | Proton-K/Blok-DM-3    | Ativo                           | Também conhecido por GE-6 e Rainbow 2 |
| AMC-7            | Lockheed Martin                                           | 14 de setembro de 2000 | Ariane 5G             | Ativo                           | Anteriormente conhecido por GE-7 |
| AMC-8            | Lockheed Martin                                           | 19 de dezembro de 2000 | Ariane 5G             |                                 | Também conhecido por GE-8 e Aurora 3 |
| AMC-9            | Alcatel Space                                             | 6 de junho de 2003     | Proton-K/Briz-M       | Ativo                           | Anteriormente conhecido por GE-12 |
| AMC-10           | Lockheed Martin                                           | 5 de fevereiro de 2004 | Atlas 2AS             | Ativo                           | Anteriormente conhecido por GE-10 |
| AMC-11           | Lockheed Martin                                           | 19 de maio de 2004     | Atlas 2AS             | Ativo                           | Anteriormente conhecido por GE-11 |
| AMC-12           | Alcatel Space                                             | 3 de fevereiro de 2005 | Proton-M/Briz-M       | Ativo                           | Anteriormente denominado de GE-1i e Worldsat 2. Também conhecido por Astra 4A, Star One C12 e NSS-10 |
| AMC-14           | Lockheed Martin                                           | 14 de março de 2008    | Proton-M/Briz-M       | Vendido                         | Falhou parcialmente. O satélite foi adquirido pelo Departamento de Defesa dos Estados Unidos e está ativo em uma órbita altamente inclinada. Também conhecido por GE-14 e USAT-S1 |
| AMC-15           | Lockheed Martin                                           | 14 de outubro de 2004  | Proton-M/Briz-M       | Ativo                           | |
| AMC-16           | Lockheed Martin                                           | 17 de dezembro de 2004 | Atlas-5               | Ativo                           | |
| AMC-18           | Lockheed Martin                                           | 8 de dezembro de 2006  | Ariane 5 ECA          | Ativo                           | Anteriormente conhecido por GE-11 |
| AMC-21           | Alcatel Alenia Space (prime) Orbital Sciences Corporation | 14 de agosto de 2008   | Ariane 5 ECA          | Ativo                           | |
| AMC-22           | Alcatel Space                                             | Não foi lançado        |                       | Cancelado                       | |
| AMC-23           | Alcatel Alenia Space                                      | 29 de dezembro de 2005 | Proton-M/Briz-M       | Ativo                           | O satélite foi originalmente encomendado como GE-2i. No início de 2004, o AMC-13 foi transferido para a Worldsat LLC, uma nova subsidiária da SES Americom como Worldsat 3. O original AMC-13 tinha 60 transponders em banda C, mas quando foi transferido para a Worldsat, ele foi alterado para o payload híbrido nas bandas C e Ku com 18 transponders em banda C e 20 em banda Ku. No início de 2005 quando ele era denominado de GE-4i foi renomeado para AMC-23. Em 2007, o satélite ficou com a SAT-GE após ser desmembrada da SES Americom, quando a divisão da General Electric ficou fora da SES. Após esta operação, o satélite foi renomeado para GE-23. A Eutelsat anunciou em junho de 2012, a aquisição do satélite GE-23 da GE-Satellite. O satélite foi então renomeado para Eutelsat 172A |
| AMC ground spare | Orbital Sciences Corporation                              | 15 de julho de 2011    | Proton-M/Briz-M       | Ativo                           | Atual SES-3 |
| Satcom C1        | GE AstroSpace                                             | 20 de novembro de 1990 | Ariane 42P            | Inativo desde abril de 2005     | |
| Satcom C3        | GE AstroSpace                                             | 10 de setembro de 1992 | Ariane 44LP           | Inativo desde outubro de 2010   | |
| Satcom C4        | GE AstroSpace                                             | 31 de agosto de 1992   | Delta-7925            | Inativo desde fevereiro de 2007 | |
| Satcom K1        | RCA Astro Electronics                                     | 27 de novembro de 1985 | Atlantis              | Inativo desde fevereiro de 2002 | |

## História
A RCA American Communications (RCA Americom) foi fundada em 1975 como um operador de satélites construídos pela RCA Astro Electronics. O primeiro satélite da empresa, o Satcom 1, foi lançado em 12 de dezembro de 1975. O Satcom 1 foi um dos primeiros satélites geoestacionários.
O Satcom 1 foi fundamental para ajudar os canais de TV a cabo no início (como a Superstation TBS e CBN) para tornar-se inicialmente bem sucedida, porque estes canais pode distribuir sua programação para todos os locais através de TV a cabo usando o satélite. Além disso, ele foi o primeiro satélite usado por redes de televisão para transmissão nos Estados Unidos, como ABC, NBC e CBS, para distribuir sua programação para todas as suas estações afiliadas locais. A razão que o Satcom 1 foi tão amplamente utilizado é que ele teve o dobro da capacidade de comunicação do seu concorrente, o Westar 1, (24 transponders em oposição ao Westar 1 que tinha 12), o que resultou numa redução dos custos de utilização de transponder.
Mais 14 satélites Satcom (cada vez mais sofisticados) iria entrar em serviço de 1976 a 1992. Em 1986, a General Electric adquiriu a RCA Americom e rebatizou a unidade para GE American Communications (GE Americom). Em 1996 novos satélites foram nomeados com o prefixo GE, ou seja, GE-1 em 1996, a GE-2, em 1997, etc.

## Aquisição da empresa pela SES
Em 2001, a SES Global foi formado pela SES para a aquisição da GE Americom por 4.300 milhões de dólares americanos, que foi concluído em novembro do mesmo ano. A SES Global foi estabelecida como a empresa de gestão do grupo. Com as renomeadas SES Americom e SES Astra como subsidiárias.
Após a aquisição da GE Americom pela SES, todos os satélites anteriormente nomeados com o prefixo GE foram renomeados para AMC (ou seja, o GE-1 foi renomeado para AMC-1, e assim por diante).
O Presidente da nova SES Americom foi Dean Olmstead. Ele deixou a empresa em 2004 e foi sucedido por Edward Horowitz. A SES Americom foi posteriormente colocada sob Robert Bednarek, o presidente da SES New Skies.
Em setembro de 2009, a SES Americom e SES New Skies foram transformada na SES World Skies.